# Uştal
Uştal är en ort i Azerbajdzjan.   Den ligger i distriktet İsmayıllı Rayonu, i den centrala delen av landet, 160 km väster om huvudstaden Baku. Uştal ligger 695 meter över havet och antalet invånare är 440.
Terrängen runt Uştal är huvudsakligen kuperad, men norrut är den platt. Närmaste större samhälle är İsmayıllı, 15,7 km nordost om Uştal. 
Trakten runt Uştal består till största delen av jordbruksmark. Runt Uştal är det ganska glesbefolkat, med 43 invånare per kvadratkilometer.